# دهستان آستانه (رشتخوار)
دهستان آستانه نام دهستانی در بخش مرکزی شهرستان رشتخوار، استان خراسان رضوی در ایران است. براساس سرشماری مرکز آمار ایران در سال ۱۳۸۵، جمعیت آن ۲۰۹۶۲ نفر (۵۰۶۷ خانوار) بوده‌است.